# Mugihehe
Mugihehe är ett periodiskt vattendrag i Burundi. Det ligger i den centrala delen av landet, 80 kilometer sydost om huvudstaden Bujumbura.
I omgivningarna runt Mugihehe växer huvudsakligen savannskog. Runt Mugihehe är det ganska tätbefolkat, med 230 invånare per kvadratkilometer.